# 查利·约翰逊
查利·约翰逊（英語：Charley Johnson，1887年1月31日—1967年9月17日），美国男子自由式摔跤运动员。他曾代表美国参加1920年夏季奥林匹克运动会摔跤比赛，获得男子自由式中量级铜牌。